# سفيان طلال
سفيان طلال (26 مايو 1991) هو لاعب كرة قدم مغربي، يلعب كلاعب خط وسط لنادي الميناء في الدوري العراقي الدرجة الأولى.

## الإنجازات
الميناء
- الدوري العراقي الدرجة الأولى: 2022 - 23.